# 国立台湾文学館

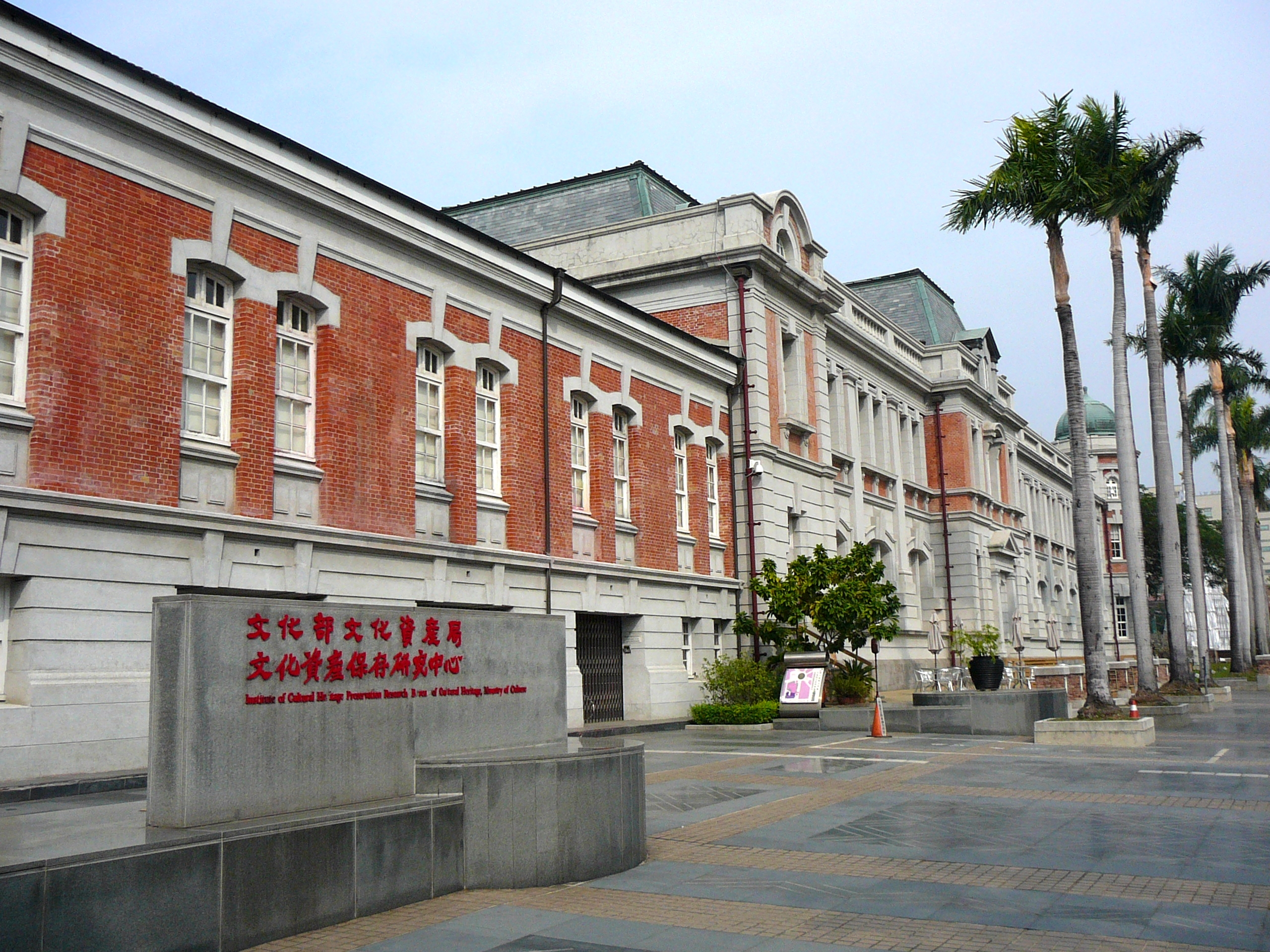
文化資産保存研究中心も同居する

国立台湾文学館（こくりつたいわんぶんがくかん、略称台湾文学館、文学館あるいは台文館、繁体字中国語: 國立臺灣文學館）は中華民国（台湾）の文化部に属する政府機関。台湾で最初の国家級文学館で、台湾近代文学の史料を収集、整理、展示、所蔵するために創設された。
文学館は台南市中西区の国定古蹟である旧台南州庁に文化部文化資産局傘下の文化資産保存研究センターとともに入居している。また、台北市でも日本統治時代の官僚宿舎を再活用し、詩作の振興拠点「斉東詩舎」として運営している。古蹟建築物としての概要や沿革については旧台南州庁を参照。

## 沿革
台湾は先史時代、オランダ統治時代、明鄭時代、清朝統治時代、日本統治時代から第二次世界大戦後に至る異なる支配を受けながら、多元的な文学作品が蓄積されている。その収集、展示、研究体制を完備させ、文学資産を宣伝広報するために、台湾の文化界の人々の奔走の下で文学館が誕生することとなった。
1997年に文化部の前身である行政院文化建設委員会が国家級文学館と国立文化資産保存研究センターを設立するにあたり、立地の選定が進められた。台南市（当時は市）政府が市政府庁舎として使っていた旧台南州庁を古蹟修復と増築することになり、台南市政府も同年10月1日より安平区の新庁舎（永華市政中心）に移転している。1998年に行政院は後の文化資産保存中心センターとなる組織が計画していた「文学史料組」（組は課に相当）を国家文学館へと昇格させることを決定している。現在文学館は不定期に特別展や学者の公演が開催され、展示室や図書館も併設されるなど、学術研究の重要な場所となっている。
- 1997年8月：行政院文化建設委員会により「国立文化資産保存研究中心準備処」が設立され、「国家台湾文学館」と「国立文化資産保存研究中心」の準備業務を遂行することになった。
- 1997年〜2002年末：国立成功大学に委託し旧台南州庁の建物（地上2階、地下3階）を修復、再利用する事業に着手
- 2003年10月17日：文化資産保存研究準備処から分離独立した「国家台湾文学館準備処」が正式に開館。
- 2007年3月：正式名称を「国立台湾文学館」とし、8月に正式に成立。
- 2008年7月：文学館の累計入館者数が15万人を突破[2]。
- 2008年10月：累計入館者数が25万人を突破[3]。
- 2009年7月：累計入館者数が100万人を突破[4]。
- 2014年7月31日：台北市中正区の日本統治時代の幸町職務官舍群（中国語版）を「斉東詩社」として開館[5]。
- 2016年：旧台南州庁庁舎落成100周年。

### 年別入館者数
- 2003年：15,057人（10月17日開館~12月31日）
- 2004年：72,192人
- 2005年：88,716人
- 2006年：139,268人（ロシア文学展）
- 2007年：140,798人
- 2008年：344,354人
- 2009年：366,042人
- 2010年：307,588人
- 2011年：302,265人
- 2012年：333,987人
- 2013年：367,727人
- 2014年：331,042人
- 2015年：263,732人
- 2016年：261,164人

## 歴代館長（準備処主任時代も含む）

### 準備処主任
| 氏名   | 就任時期       | 退任時期      | 備考                       |
| ------ | -------------- | ------------- | -------------------------- |
| 林瑞明 | 2003年10月17日 | 2005年8月31日 | 初代主任                   |
| 呉麗珠 | 2005年9月1日   | 2007年3月9日  | 副主任代理                 |
| 呉密察 | 2007年3月9日   | 2007年8月15日 | 国立台湾歴史博物館館長兼任 |

### 館長
| 氏名   | 就任時期      | 退任時期      |
| ------ | ------------- | ------------- |
| 鄭邦鎮 | 2007年8月15日 | 2010年2月1日  |
| 李瑞騰 | 2010年2月1日  | 2014年1月27日 |
| 翁誌聡 | 2014年1月27日 | 2015年7月31日 |
| 陳益源 | 2015年7月31日 | 2016年7月31日 |
| 廖振富 | 2016年9月1日  | 現任          |

## 組織
文学館は現在下記のように業務ごとに組（課に相当）がある。
1. 研究：文学発展、文学主題、台湾文学の研究、編纂。
2. 典蔵：台湾文学・文物史料の調査、収集、ファイリング、保存、修復と複製。
3. 資訊（情報）：台湾文学網站（オンラインデーターベース）と全国の民間文学館との連携業務。
4. 展覧：文学史料と作家の著作物の展示、陳列。
5. 推廣（広報）：出版、人材教育、広報、国内外の文学館との共同事業、文学活動による国際および両岸文化交流。

## 建築物

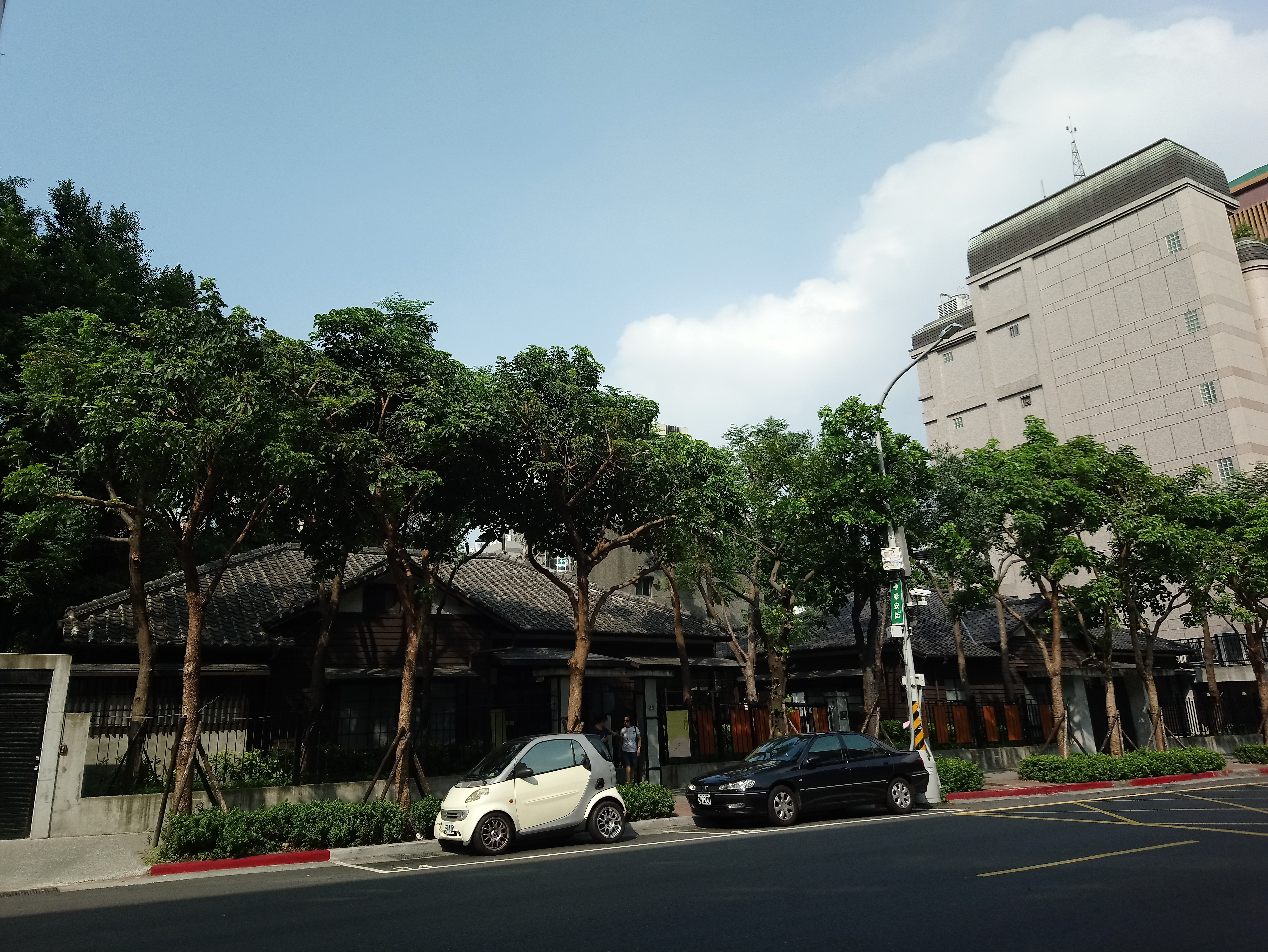
斉東詩社（国立台湾文学館の台北の拠点）。

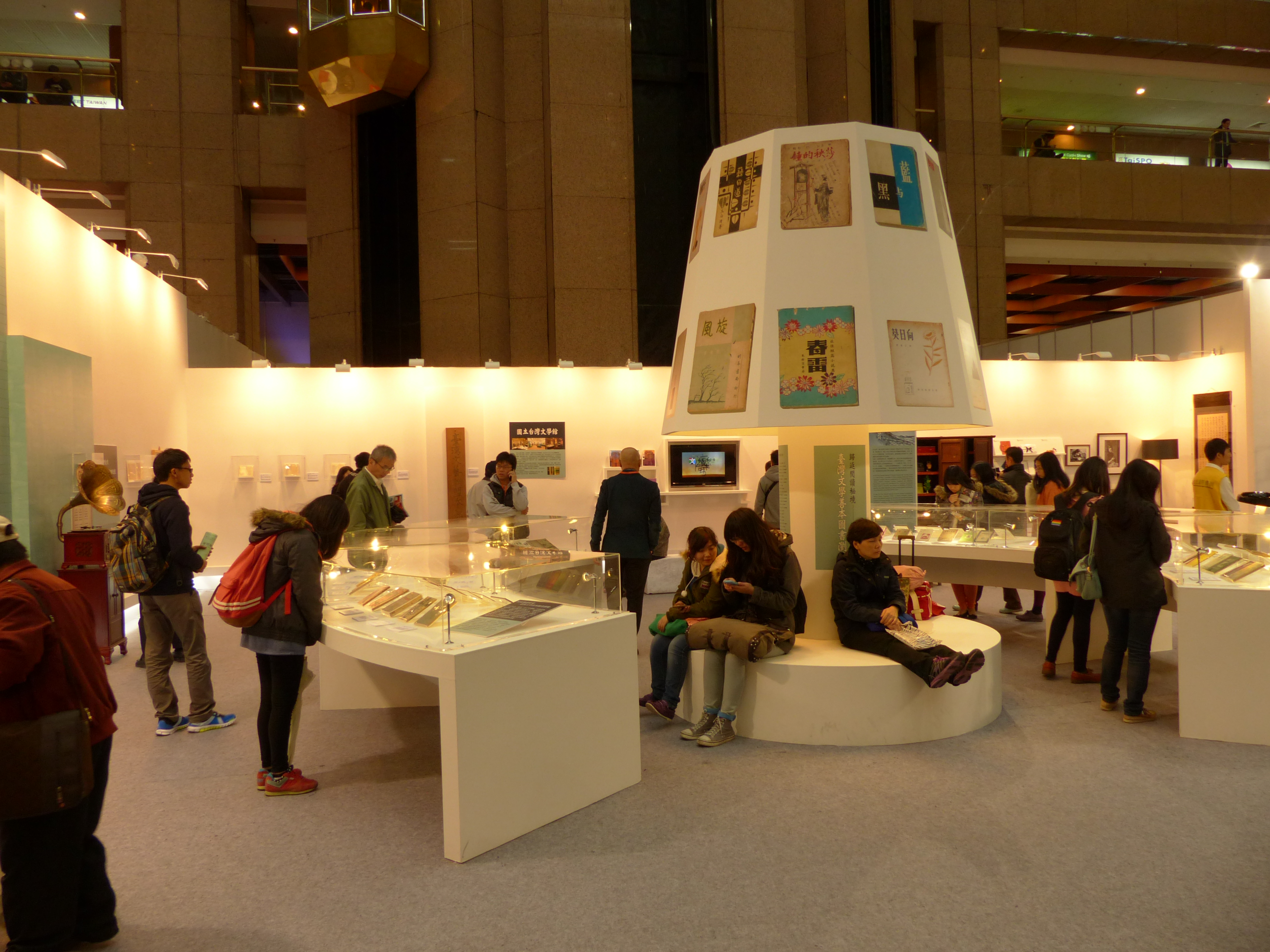
2014台北国際書展での文学館ブース

### 設備
| 階層    | 展覧空間          | その他施設                                                                                                  |
| ------- | ----------------- | --- |
| 2階     | 展覧室 E          | 演講庁、文学体験室、行政区                                                                                  |
| 1階     | 展覧室 A、B、C、D | 服務台（サービスカウンター）、児童文学書房、芸文大庁、芸文商店、文学珈琲坊「CHEFFRESH」、公演ホール、授乳室 |
| 地下1階 |                   | 国際会議ホール、図書室、特別収蔵区                                                                          |

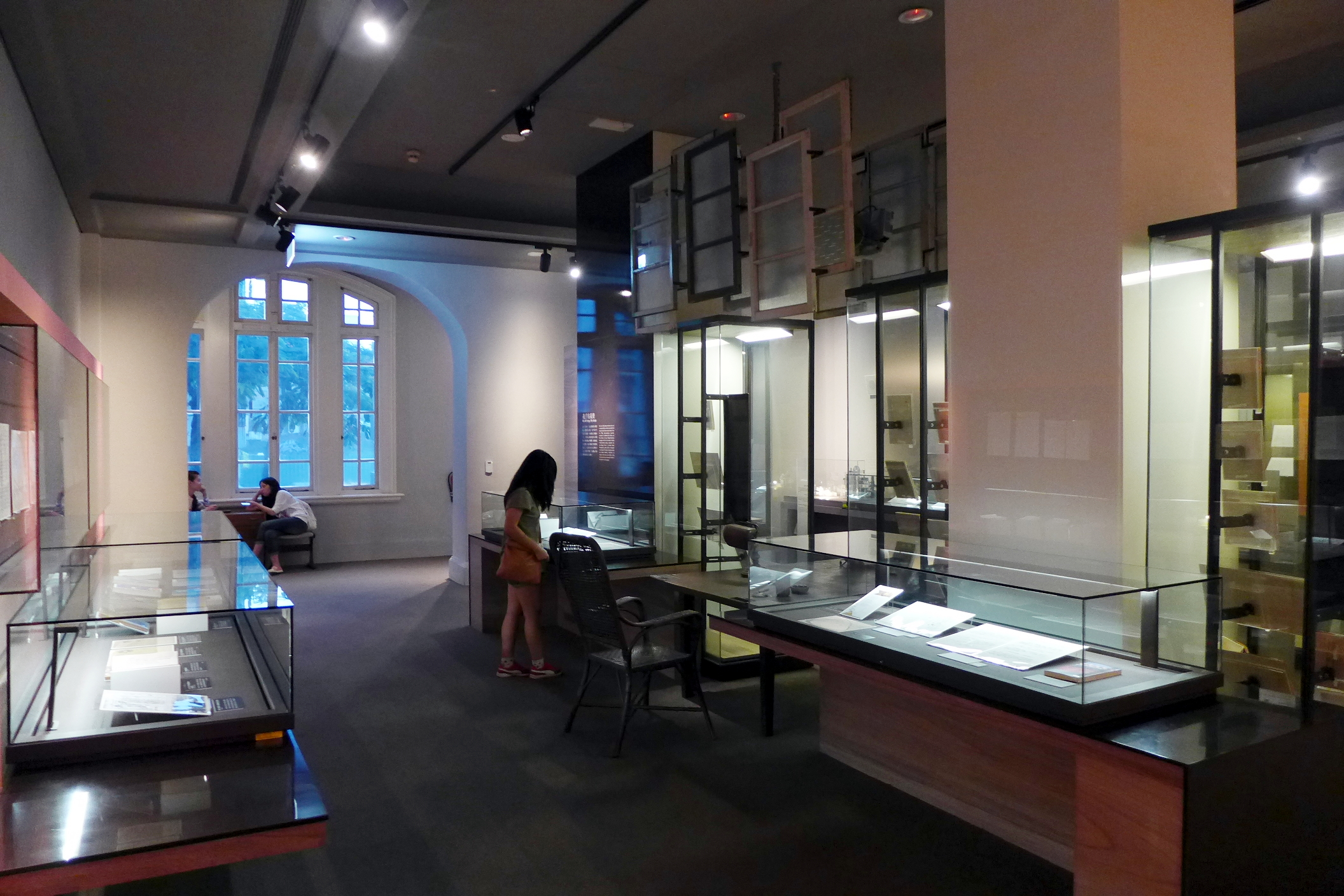
1F展覧室A
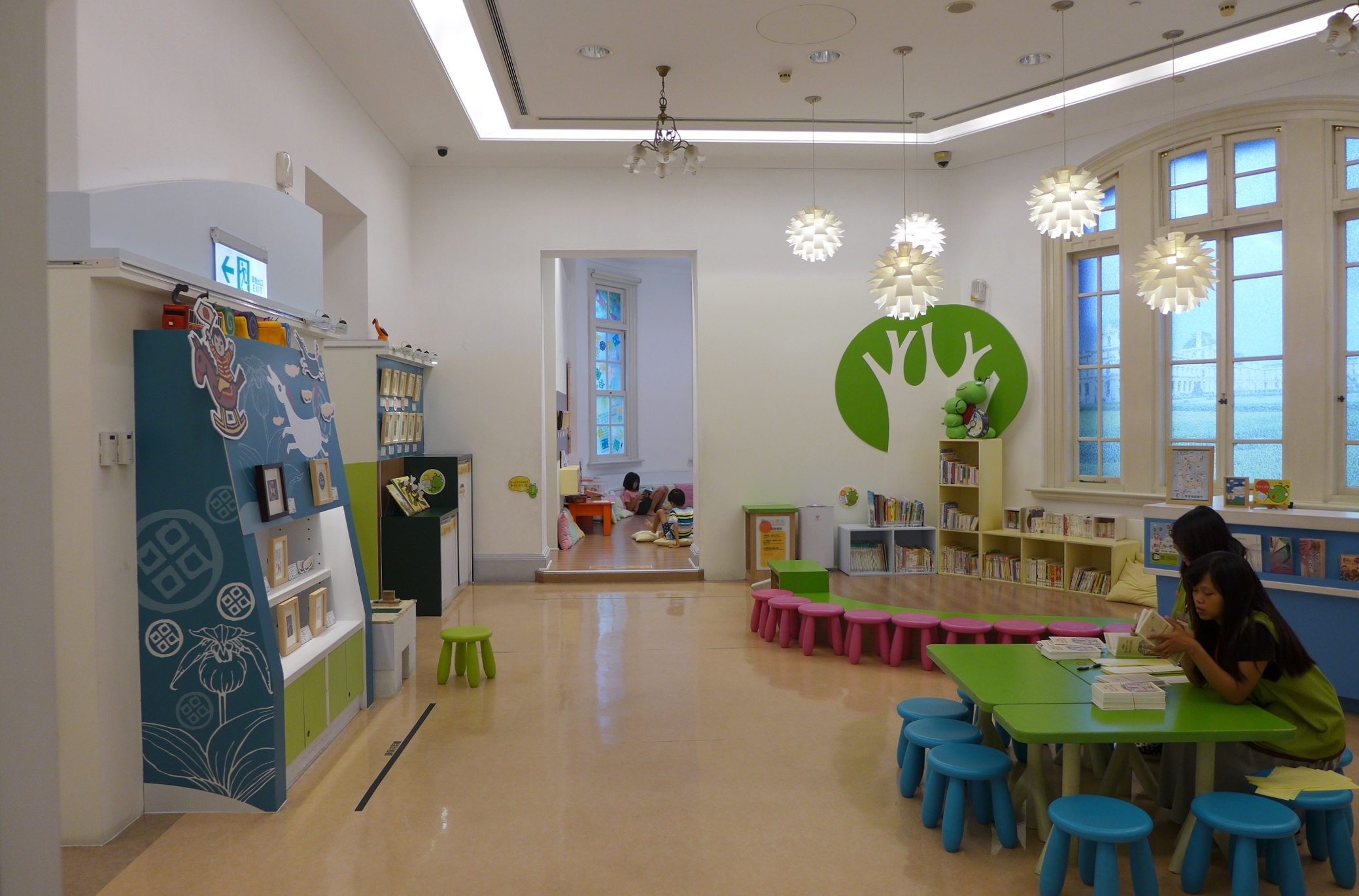
1F児童文学書房
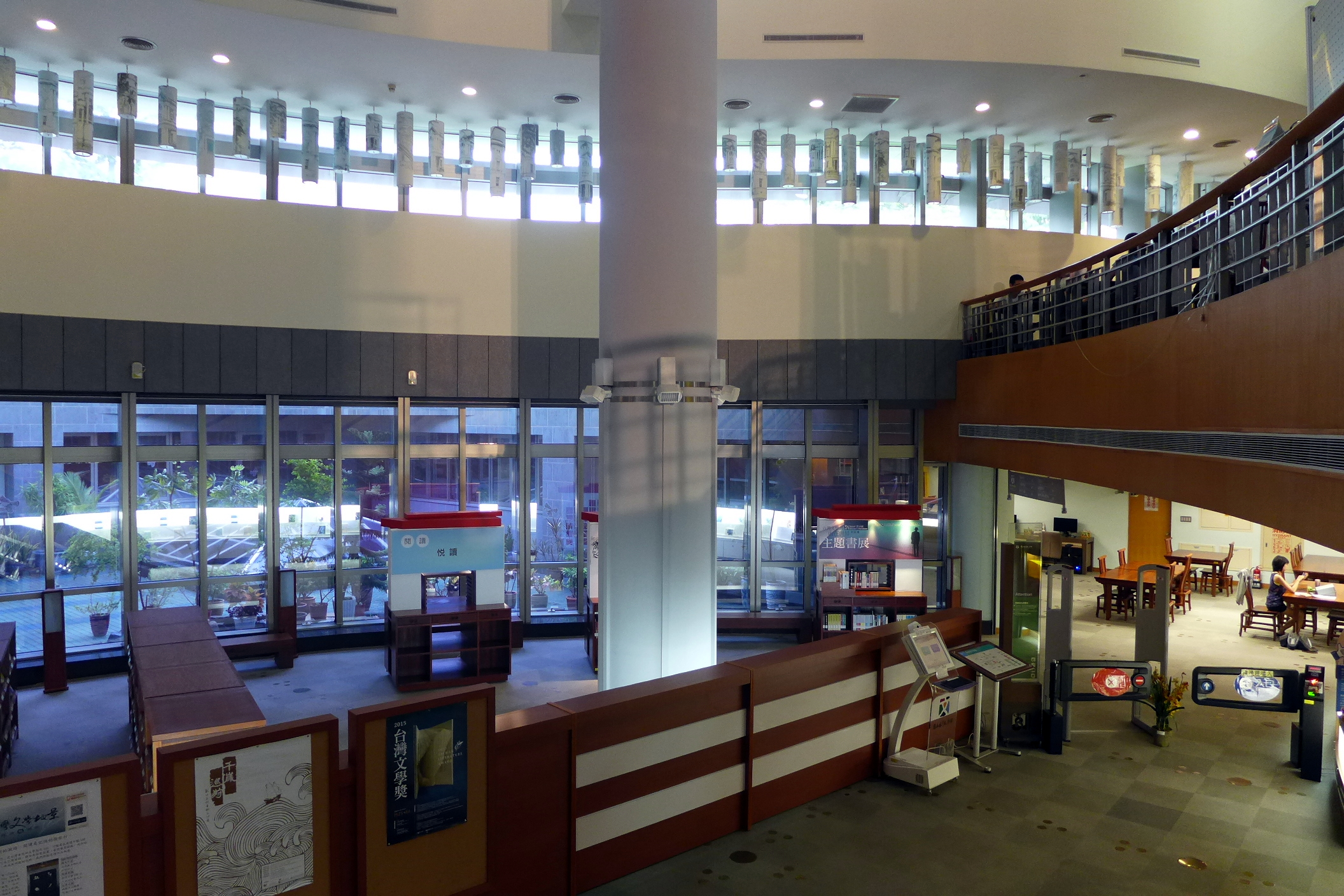
B1F図書室
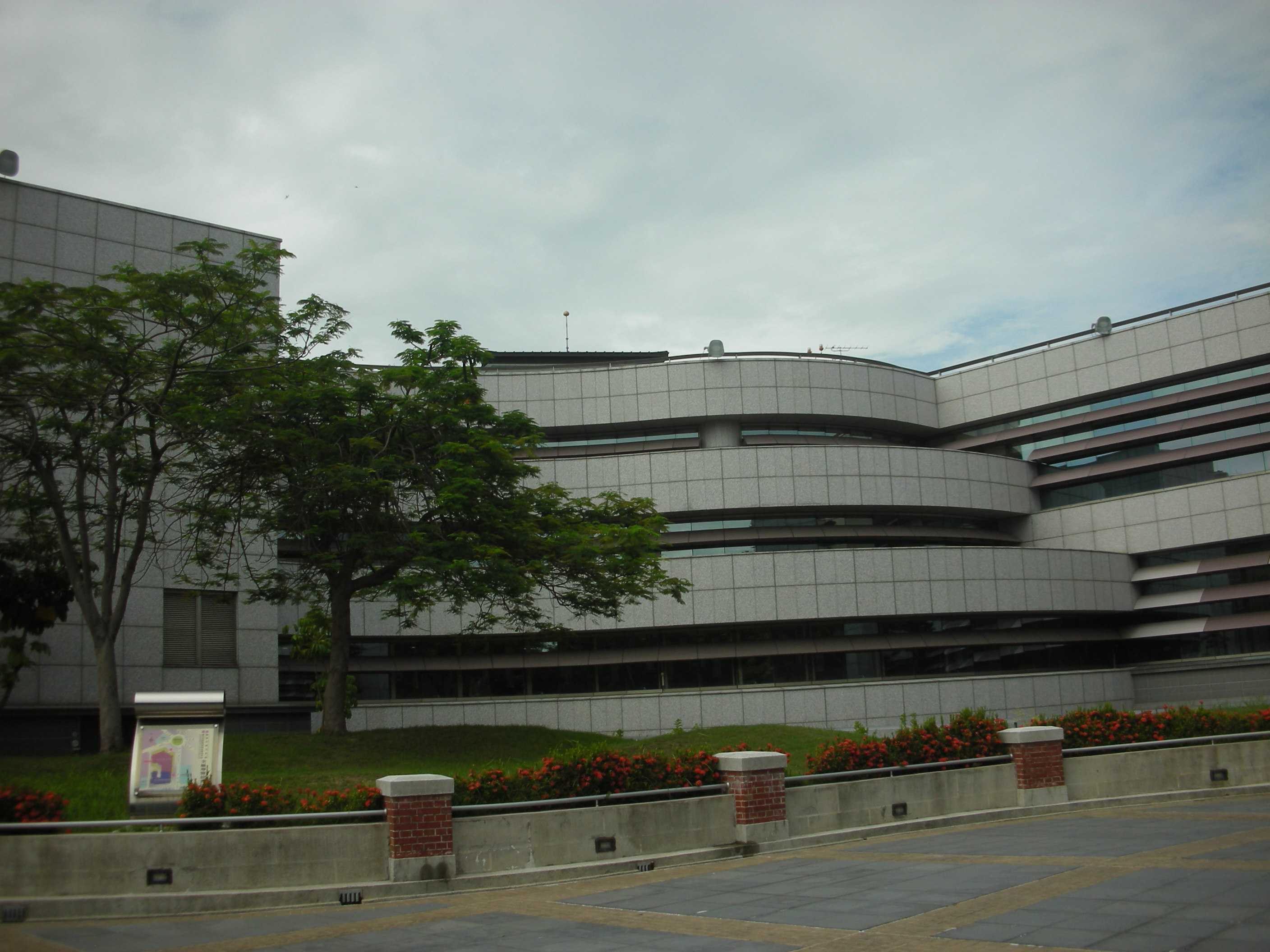
背面